# Xã Furlow, Quận Lonoke, Arkansas
Xã Furlow (tiếng Anh: Furlow Township) là một xã thuộc quận Lonoke, tiểu bang Arkansas, Hoa Kỳ. Năm 2010, dân số của xã này là 1.102 người.